# Фільмографія Леонардо Ді Капріо

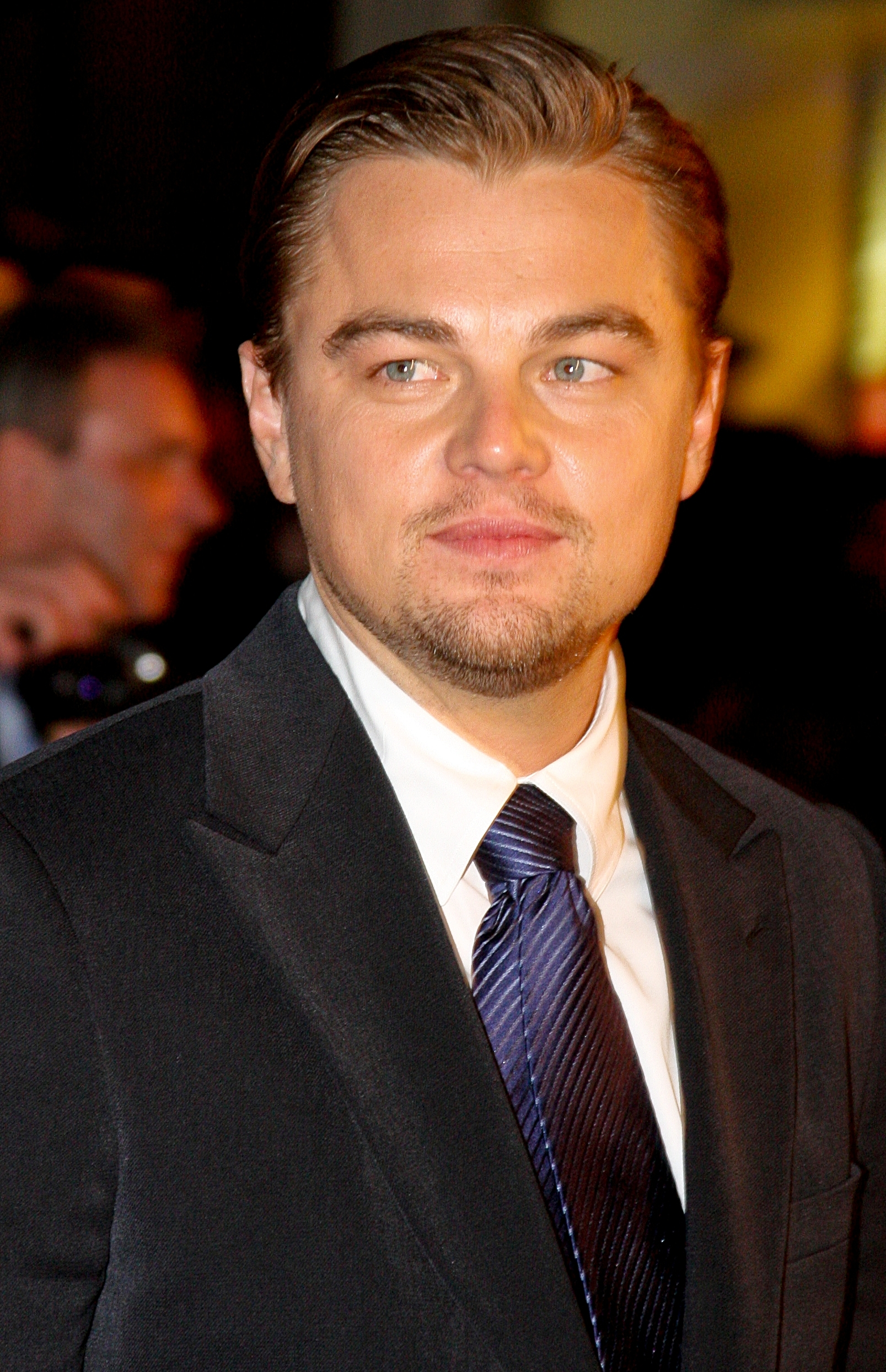
Ді Капріо на прем'єрі фільму «Тіло берхні» в Лондоні (2008 рік)

Леонардо Ді Капріо — американський актор і кінопродюсер. Розпочав свою кар'єру в юному віці, знявшись на початку 1990-х років у телесеріалах «Нова Лессі» та «Санта-Барбара». Невдовзі після того мав довготривалі ролі в комедійній драмі «Батьківство» та ситкомі «Клопоти зростання». 1993 року знявся в біографічній драмі «Життя цього хлопця», виконавши роль Тобі Вулффа. Того ж року зіграв роль другого плану у фільмі «Що гнітить Гілберта Грейпа», за яку був номінований на «Оскар» та «Золотий глобус». 1995 року втілив американського письменника Джима Керролла в «Щоденнику баскетболіста» та французького поета Артюра Рембо в «Повному затемненні». Наступного року виконав роль Ромео у фільмі База Лурмана «Ромео + Джульєтта», а 1997 року разом із Кейт Вінслет знявся у фільмі Джеймса Кемерона «Титанік», що на момент свого виходу став найкасовішою кінострічкою в історії. Другий фільм приніс актору кінопремію MTV за найкращу чоловічу роль і номінацію на «Золотий глобус» за найкращу чоловічу роль (драма).
2002 року Ді Капріо знявся в кримінальній драмі Стівена Спілберга «Упіймай мене, якщо зможеш», зігравши шахрая Френка Ебігнейла, та в історичній драмі Мартіна Скорсезе «Банди Нью-Йорка». Наступні два фільми актора були теж зняті Скорсезе: байопік про життя Говарда Г'юза «Авіатор» (2004) і кримінальна драма «Відступники» (2006). За головну роль в першому з них Ді Капріо отримав свій перший «Золотий глобус» за найкращу чоловічу роль, а також першу номінацію на «Оскар» за найкращу чоловічу роль. 2008 року возз'єднався з Кейт Вінслет у драмі Сема Мендеса «Життя спочатку», а також знявся в бойовику Рідлі Скотта «Тіло брехні». 2010 року знову зіграв у фільмі Скорсезе, знявшись у психологічному трилері «Острів проклятих». Того ж року зіграв головну роль в науково-фантастичному трилері Крістофера Нолана «Початок».
2011 року Ді Капріо втілив Дж. Едгара Гувера, першого директора ФБР, у байопіку «Дж. Едгар», а наступного року зіграв роль другого плану у вестерні Квентіна Тарантіно"Джанґо вільний". 2013 року виконав головну роль у «Великому Гетсбі» Лурмана, екранізації роману Ф. Скотта Фіцджеральда, а також зіграв Джордана Белфорта у «Вовку з Уолл-стріт» Скорсезе, екранізації мемуарів самого Белфорта. Остання роль допомогла йому здобути «Золотий глобус» за найкращу чоловічу роль у комедії або мюзиклі, а також третю номінацію на «Оскар» за найкращу чоловічу роль. 2015 року зіграв головну роль у фільмі «Легенда Г'ю Гласса», за яку зрештою отримав «Оскар» за найкращу чоловічу роль. 2019 року знявся в комедійній драмі Тарантіно «Одного разу в Голлівуді», зігравши актора на заході своєї кар'єри, а 2023 року — у кримінальній драмі Скорсезе «Вбивці квіткової повні», втіливши в ньому вбивцю Ернеста Бурхарта.

## Кіно

### Як актор
| Рік  | Українська назва           | Оригінальна назва             | Роль                  | Прим.         |
| ---- | -------------------------- | ----------------------------- | --------------------- | ------------- |
| 1991 | Зубастики 3                | Critters 3                    | Джош                  | [ 7 ] [ 8 ]   |
| 1992 | Отруйний плющ              | Poison Ivy                    | хлопець               | [ 9 ] [ 10 ]  |
| 1993 | Життя цього хлопця         | This Boy's Life               | Тобі Вулфф            | [ 11 ] [ 12 ] |
| 1993 | Що гнітить Гілберта Грейпа | What's Eating Gilbert Grape   | Арні Грейп            | [ 11 ] [ 13 ] |
| 1995 | Щоденник баскетболіста     | The Basketball Diaries        | Джим Керролл          | [ 14 ] [ 15 ] |
| 1995 | Швидкий та мертвий         | The Quick and the Dead        | Малюк                 | [ 16 ]        |
| 1995 | Повне затьмарення          | Total Eclipse                 | Артюр Рембо           | [ 17 ]        |
| 1996 | Ромео + Джульєтта          | Romeo + Juliet                | Ромео Монтеккі        | [ 18 ] [ 19 ] |
| 1996 | Кімната Марвіна            | Marvin's Room                 | Генк                  | [ 20 ] [ 21 ] |
| 1997 | Титанік                    | Titanic                       | Джек Доусон           | [ 22 ]        |
| 1998 | Людина в залізній масці    | The Man in the Iron Mask      | Людовик XIV / Філліпп | [ 23 ]        |
| 1998 | Знаменитість               | Celebrity                     | Брендон Дарроу        | [ 24 ]        |
| 2000 | Пляж                       | The Beach                     | Річард                | [ 25 ]        |
| 2001 | Кафе «Донс Плам»           | Don's Plum                    | Дерек                 | [ 26 ]        |
| 2002 | Банди Нью-Йорка            | Gangs of New York             | Амстердам Валлон      | [ 27 ]        |
| 2002 | Впіймай мене, якщо зможеш  | Catch Me If You Can           | Френк Ебігнейл-мол.   | [ 28 ]        |
| 2004 | Авіатор                    | The Aviator                   | Говард Г'юз           | [ 29 ]        |
| 2006 | Відступники                | The Departed                  | Біллі Костіган        | [ 30 ]        |
| 2006 | Кривавий діамант           | Blood Diamond                 | Дені Арчер            | [ 31 ]        |
| 2007 | Одинадцята година          | The 11th Hour                 | оповідач              | [ 32 ] [ 33 ] |
| 2008 | Тіло брехні                | Body of Lies                  | Роджер Ферріс         | [ 34 ]        |
| 2008 | Життя спочатку             | Revolutionary Road            | Френк Вілер           | [ 35 ]        |
| 2010 | Острів проклятих           | Shutter Island                | Тедді Деніелс         | [ 36 ]        |
| 2010 | Габбл                      | Hubble                        | оповідач              | [ 37 ]        |
| 2010 | Початок                    | Inception                     | Дом Кобб              | [ 38 ]        |
| 2011 | Дж. Едгар                  | J. Edgar                      | Дж. Едгар Гувер       | [ 39 ]        |
| 2012 | Джанґо вільний             | Django Unchained              | Келвін Кенді          | [ 40 ]        |
| 2013 | Великий Гетсбі             | The Great Gatsby              | Джей Гетсбі           | [ 41 ]        |
| 2013 | Вовк з Уолл-стріт          | The Wolf of Wall Street       | Джордан Белфорт       | [ 42 ]        |
| 2015 | Легенда Г'ю Гласса         | The Revenant                  | Г'ю Гласс             | [ 43 ]        |
| 2015 | Проби                      | The Audition                  | у ролі себе           | [ 44 ]        |
| 2016 | Перед потопом              | Before the Flood              | у ролі себе           | [ 45 ] [ 46 ] |
| 2019 | Одного разу в Голлівуді    | Once Upon a Time in Hollywood | Рік Далтон            | [ 47 ]        |
| 2019 | Лід у вогні                | Ice on Fire                   | оповідач              | [ 48 ]        |
| 2021 | Не дивіться вгору          | Don't Look Up                 | доктор Ренделл Мінді  | [ 49 ]        |
| 2023 | Вбивці квіткової повні     | Killers of the Flower Moon    | Ернест Бурхарт        | [ 50 ]        |
| 2025 | Одна битва за іншою*       | One Battle After Another      | Боб                   | [ 51 ]        |

### Лише як продюсер
| Рік  | Українська назва                                   | Оригінальна назва                            | Прим.         |
| ---- | -------------------------------------------------- | -------------------------------------------- | ------------- |
| 2007 | Едемський садівник                                 | Gardener of Eden                             | [ 52 ]        |
| 2009 | Дитя пітьми                                        | Orphan                                       | [ 53 ]        |
| 2011 | Червона шапочка                                    | Red Riding Hood                              | [ 54 ]        |
| 2013 | Сліпа удача                                        | Runner Runner                                | [ 55 ]        |
| 2013 | З пекла                                            | Out of the Furnace                           | [ 56 ]        |
| 2016 | Закон ночі                                         | Live by Night                                | [ 57 ]        |
| 2018 | Марення                                            | Delirium                                     | [ 58 ] [ 59 ] |
| 2018 | Робін Гуд                                          | Robin Hood                                   | [ 60 ] [ 61 ] |
| 2018 | Боротьба: Життя та втрачене мистецтво Шукальського | Struggle: The Life and Lost Art of Szukalski | [ 62 ] [ 63 ] |
| 2019 |                                                    | And We Go Green                              | [ 64 ]        |
| 2019 | Річард Джуелл                                      | Richard Jewell                               | [ 65 ]        |
| 2023 | Озі: Голос лісу                                    | Ozi: Voice of the Forest                     | [ 66 ]        |

### Лише як виконавчий продюсер
| Рік  | Українська назва             | Оригінальна назва                      | Прим.         |
| ---- | ---------------------------- | -------------------------------------- | ------------- |
| 2004 | Замах на Річарда Ніксона     | The Assassination of Richard Nixon     | [ 33 ] [ 67 ] |
| 2011 | Березневі іди                | The Ides of March                      | [ 7 ] [ 68 ]  |
| 2014 | Вірунґа                      | Virunga                                | [ 69 ]        |
| 2015 | Упіймати сонце               | Catching the Sun                       | [ 70 ] [ 71 ] |
| 2015 | Велика рогата змова          | Cowspiracy                             | [ 72 ]        |
| 2016 |                              | The Ivory Game                         | [ 73 ]        |
| 2016 | Пластиковий океан            | A Plastic Ocean                        | [ 74 ]        |
| 2019 | Море тіней                   | Sea of Shadows                         | [ 75 ]        |
| 2021 | Дитина 90                    | Kid 90                                 | [ 76 ]        |
| 2021 | Найсамотніший кит: Пошуки 52 | The Loneliest Whale: The Search for 52 | [ 77 ] [ 78 ] |
| 2021 | Плавник                      | Fin                                    | [ 79 ]        |
| 2023 | Ми — охоронці                | We Are Guardians                       | [ 80 ]        |

## Телебачення

### Як актор
| Роки      | Назва                        | Роль                         | Коментар    | Прим.         |
| --------- | ---------------------------- | ---------------------------- | ----------- | ------------- |
| 1989—1990 | The New Lassie               | Глен                         | 2 епізоди   | [ 81 ] [ 82 ] |
| 1990      | The Outsiders                | парубок, що б'ється зі Скаут | 1 епізод    | [ 7 ] [ 83 ]  |
| 1990      | Santa Barbara                | юний Мейсон Капвелл          | 1 епізод    | [ 84 ] [ 85 ] |
| 1990–1991 | Parenthood                   | Гаррі Бакман                 | 12 епізодів | [ 7 ] [ 86 ]  |
| 1991      | Roseanne                     | однокласник Дарлін           | 1 епізод    | [ 7 ] [ 87 ]  |
| 1991–1992 | Growing Pains                | Люк Брауер                   | 23 епізоди  | [ 7 ] [ 88 ]  |
| 2014      | Saturday Night Live          | у ролі себе                  | 1 епізод    | [ 89 ] [ 90 ] |
| 2020      | Whose Vote Counts, Explained | оповідач                     | 1 епізод    | [ 91 ] [ 92 ] |

### Як виконавчий продюсер
| Роки | Назва                                   | Прим.         |
| ---- | --------------------------------------- | ------------- |
| 2008 | Greensburg                              | [ 33 ] [ 93 ] |
| 2018 | The Men Who Built America: Frontiersmen | [ 94 ]        |
| 2020 | Grant                                   | [ 95 ]        |
| 2020 | The Right Stuff                         | [ 96 ]        |
| 2021 | The Titans That Built America           | [ 97 ]        |
| 2022 | Theodore Roosevelt                      | [ 98 ]        |

## Музичні кліпи
| Рік  | Пісня   | Виконавець | Роль        | Прим.          |
| ---- | ------- | ---------- | ----------- | -------------- |
| 2019 | «Earth» | Lil Dicky  | у ролі себе | [ 99 ] [ 100 ] |

## Виноски
1. 1 2 3 4  документальний фільм
2. ↑  також продюсер і сценарист
3. ↑  короткометражний фільм
4. 1 2  також продюер
5. ↑  також сценарист